# Poljska gorušica
Poljska gorušica (lat. Sinapis arvensis) je vrsta biljke iz porodice krstašica. Prvobitno je nastanjivala prostore Evrope, odakle se rasprostranila kao korov većim delom Severne Amerike.

## Opis biljke
Poljska gorušica je jednogodišnja biljka visoka 30 do 80 centimetara. Koren je tanak i vretenastog oblika. Stablo je uspravno, razgranato, sa krutim dlačicama (maljama), a ređe golo. Dlačice su okrenute nadole. Listovi su hrapavi i takođe sa krutim maljama. Donji su nazubljeni (urezani). 
Poljska gorušica je korov koji cveta u junu i julu. Cvetovi su žuti, skupljeni na vrhu stabla i grana u grozdaste cvasti. Plod je ljuska sabljastog oblika, duga od 2 do 4,5 centimetra, obično maljava, sa do 12 semenki. Jedna biljka pproizvodi do 20 000 semenki (prosečno 1 200), koje su klijave do 10 godina. Duge su od 1,5 do 2,5 milimetra, žutosmeđe boje. Klijaju u proleće sa dubine do 2 centimetra. Težina 1 000 semenki je oko 1,3 grama. Biljka se razmnožava generativno (semenom).
Niče od proleća do kasne jeseni. Seme se lako osipa iz zrele ljuske. Biljka preko zime izmrzne. Sveže seme je slabo klijavo. Kod zrelih semena izražena je periodičnost klijanja (klijavost ne opada ravnomerno sa starenjem).
Može da klija na niskim temperaturama, već iznad 2°C. Hlađenjem se povećava klijavost semena.

## Značaj
Kosmopolit je umerenog pojasa. Odgovara mu topla klima. Raste na svim zemljištima, a najviše na bogatim i humoznim – do planinskog pojasa. Više mu odgovaraju krečna nego kisela zemljišta. Čest je korov, naročito u žitima. Jak je kompetitor, i nekada se javlja u velikom broju. Raste i na ruderalnim staništima.
Biljka je otrovna za stoku. Nadražuje probavne organe goveda. Smanjuje sekreciju mleka, izaziva njegovo zgrušavanje, prilikom kuvanja menja mu boju. Seme je otrovno za ptice.
Domaćin je i prenosnik nekih bolesti i nematoda.

## Literatura
- Šarić, Taib: Atlas korova, Svjetlost, Sarajevo, 1991.
- Komljenović, Ilija: Atlas korova, Poljoprivredni fakultet Banja Luka, 2007.